# 康斯坦汀：驅魔神探 (電視劇)
《康斯坦汀：驅魔神探》（英語：Constantine）是一部2014年於NBC播出的美國電視劇。改編自DC漫畫旗下Vertigo標記系列的漫畫書《地獄神探》。由麥特·萊恩飾演主角約翰·康斯坦汀。主要製作者為丹尼爾·切羅內和大衛·S·高耶編劇。本電視劇將會比2005年的電影《康斯坦汀：驅魔神探》更加貼近原作。電視劇於2014年10月24日首播。
2014年11月，NBC宣布，他們對於第一季將不會續訂13集以上的集數。但該系列仍有望續訂第二季，並將於2015年5月宣布是否續訂。2015年5月8日，NBC宣布將不會續訂本系列，但華納兄弟仍再尋找其他頻道來讓本劇繼續下去。原外傳對DC漫畫翻拍電視影集經營有佳的CW將接手本劇，但CW主席最終仍表示對本劇毫無興趣。2015年6月7日，製片人切羅內宣布華納兄弟已試圖讓本劇延續下去，但最終仍不可行。麥特·萊恩在本劇完結後，有以其角色約翰·康斯坦汀身分客串《綠箭俠》及加入主演《明日傳奇》。

## 劇情
故事設定於天堂、地獄和人間共存的世界，分別存在著天使、惡魔和人類。一位掙扎於他的過去錯誤的神秘偵探和騙子約翰·康斯坦汀，有一天他被天使曼尼要求他協助應付一個即將到來的「黑暗崛起」，使得康斯坦汀試圖一邊協助曼尼、一邊保護人類免於惡魔的威脅。

## 演員和角色

### 主要演員
- 麥特·萊恩 飾 約翰·康斯坦汀（John Constantine）

神祕的騙子和現代驅魔神探，紐斯卡爾事件在場的一員。個性古怪、倔強，有著不太愉快的童年生活，獨自研究驅魔咒語和法術，且精通各種魔法學。凡是與自己太過接近的人都難逃一死，為了不讓自己下地獄挺身而出保衛人類對抗黑暗勢力。
和原作不同的是，基於電視限制，因此去除掉康斯坦汀吸菸的畫面，改成捻熄菸頭和偶爾的叼菸畫面來體現身為癮君子的他，這引起了粉絲的議論。此外，NBC電視劇初期設定他是異性戀而不是雙性戀，轉入CW後使用雙性戀的設定。
- 安潔莉卡·席拉亞 飾 澤德·馬丁（Zed Martin）

本名瑪莉（Mary），擁有靈視（異象）能力的神秘女藝術家，能透過觸覺將通靈化為視覺（實際上是腦瘤所致），常夢見康斯坦汀並將他的模樣畫下，後來決定和他合作。被一群由父親領導的聖臨十字軍組織追擊。
- 查爾斯·哈爾福德 飾 法蘭西斯·「查斯」·錢德勒（Francis "Chas" Chandler）

康斯坦汀最長久的老友和忠實助手，似乎擁有強大的超自然生存能力，能自癒傷口（包括致命傷）。和前妻子有一個女兒。實際上是在一次火場意外中獲得了四十七條人命而造成自己的不死能力（約翰的咒語）。
- 哈羅·佩里紐 飾 曼尼（Manny）

要康斯坦汀幫助他的權威天使，能夠進入人類身體來和康斯坦汀進行交談，在現身時能讓人間的時間和事物暫停。於第一季第十三集，透露其實是xxx的幕後領導人。

### 次要演員
- 麥可·詹姆斯·蕭 飾 午夜老爹（Papa Midnite）[1]

巫術之王，中立人，與康斯坦汀是亦敵亦友的關係，喜歡收集各種古怪東西。過去曾不小心讓其雙胞胎姐妹下地獄，但現在仍靠巫術和她交談。
- 艾米特·史坎南 飾 吉姆·柯瑞根／幽靈（Jim Corrigan／The Spectre）[17]

紐奧良警探。於第一季第五集登場，協助康斯坦汀等人解決多件超自然命案。第一季第十三集再次登場，請來約翰幫忙辦案便和澤德產生情愫。
- 貝莉·提皮潘 飾 阿斯特拉·羅格（Astra Logue）

於紐斯卡爾事件中因康斯坦汀的疏忽而被尼格爾帶入地獄的女孩。
- 露西·格里菲思 飾 麗芙·亞伯丁（Liv Aberdeen）

康斯坦汀朋友的女兒，在第一季第一集中受康斯坦汀解救後離開。
- 傑瑞米·戴維斯 飾 瑞奇·辛普森（Ritchie Simpson）

康斯坦汀的駭客朋友，紐斯卡爾事件在場的一員，現於大學擔任講師。第一季第一集中幫助康斯坦汀將市區斷電讓麗芙自己離開。後又於第一季第十一集中利用控制意志來幫助學生脫離幻想世界。
- 瓊喬·歐尼爾 飾 蓋瑞·「蓋茲」·萊斯特（Gary "Gaz" Lester）

康斯坦汀的吸毒朋友，紐斯卡爾事件在場的一員。在第一季第四集登場，為了贖罪而自願成為餓靈的活體容器，最後痛苦地被天使曼尼帶走。後又於第一季第十三集中附身於一具屍體上，並警告康斯坦汀他已被重金懸賞。
- 查爾斯·帕內爾 飾 諾莫（Nommo）

康斯坦汀的薩滿朋友。在第一季第四集登場，協助康斯坦汀利用精神藥物來通靈。
- 克萊兒·范·德波姆 飾 安妮·瑪莉·弗林（Anne Marie Flynn）

康斯坦汀的前女友，紐斯卡爾事件在場的一員。第一季第八集和第九集中登場，紐斯卡爾事件後為了能得到救贖而在墨西哥一間教堂當修女，後來幫助約翰驅走體內的惡魔帕祖祖。
- 馬克·馬格利斯 飾 菲力克斯·浮士德（Felix Faust）[18]

史上最強魔法師的助手，能操縱強大的黑魔法。於第一季第十集登場，自研出能讓人身體和靈魂脫離而讓自己變強的能力，利用約翰除掉饜魔後破壞約定，最後被為了女兒的查斯釋放手榴彈轟炸，生死不明。

## 集數
| 集數 | 標題                                                      | 導演          | 編劇                                                       | 首播日期       | 美國觀眾 （百萬） |
| --- | --------------------------------------------------------- | ------------- | ---------------------------------------------------------- | -------------- | ----------------- |
| 1 | 被上帝遺忘之人 Non Est Asylum                             | 尼爾·馬歇爾   | 原著：丹尼爾·切羅內 ＆ 大衛·S·高耶 電視劇本：丹尼爾·切羅內 | 2014年10月24日 | 4.28              |
| 康斯坦汀是十分低調但經驗豐富的惡魔獵人，他為了取回自己的靈魂而對抗邪惡。                                                    |                                                           |               |                                                            |                |                   |
| 2 | 暗潮洶湧 The Darkness Beneath                             | 史蒂夫·托爾   | 羅克尼·歐班農                                              | 2014年10月31日 | 3.06              |
| 一個礦產發達的賓州小鎮，康斯坦汀成為他們對抗古老威爾士冤魂的最後防線。在此同時，他認識了一名神秘的女性盟友Zed。             |                                                           |               |                                                            |                |                   |
| 3 | 惡魔的旋律 The Devil's Vinyl                              | 羅密歐·史登   | 馬克·弗海頓 ＆ 大衛·S·高耶                                 | 2014年11月7日  | 3.14              |
| John和Zed幫助一個婦人和她的家人，逃離邪惡力量的魔爪。John再次面對過去的夢魘和PaPa Midnight。                                |                                                           |               |                                                            |                |                   |
| 4 | 友誼之盛宴 A Feast of Friends                             | 約翰·F·休沃特 | 卡梅倫·威爾士                                              | 2014年11月14日 | 3.47              |
| 康斯坦汀的老朋友突然釋放出力量十分強大的惡魔。約翰被迫面對痛苦的抉擇，他要犧牲什麼才能贏得這場艱困的戰役？                  |                                                           |               |                                                            |                |                   |
| 5 | 巫毒狂舞 Danse Vaudou                                     | 約翰·巴德姆   | 克里斯汀·博伊蘭                                            | 2014年11月21日 | 3.54              |
| 因為一場失控的巫毒儀式，康斯坦汀和午夜老爹決定聯手進行調查。而他對各種刑案異於常人的豐富經驗，引起了吉姆·可利根警探的注意。 |                                                           |               |                                                            |                |                   |
| 6 | 怪物之怒 Rage of Caliban                                  | 尼爾·馬歇爾   | 丹尼爾·切羅內                                              | 2014年11月28日 | 3.34              |
| 一個年輕小男孩被惡毒的邪靈附身，康斯坦汀必須先放下過往類似經驗的陰影，才能讓小男孩重回父母的懷抱。                          |                                                           |               |                                                            |                |                   |
| 7 | 如詛咒般的天賦 Blessed are the Damned                     | 尼克·戈麥斯   | 絲妮哈·可歐斯                                              | 2014年12月5日  | 3.17              |
| Zed被古怪的蛇之幻影纏上，帶領她和John來到一個小鎮，鎮上的牧師擁有如同神蹟的能力，能治好信徒身上所有病痛。                   |                                                           |               |                                                            |                |                   |
| 8 | 來自最後淨土的聖人 The Saint of Last Resorts              | TJ·史考特     | 卡莉·雷                                                    | 2014年12月12日 | 3.30              |
| 古老的邪惡力量從墨西哥地底慢慢浮現，約翰老朋友的一個電話，令他逐步靠近這新崛起的黑暗勢力。                                  |                                                           |               |                                                            |                |                   |
| 9 | 來自最後淨土的聖人Part2 The Saint of Last Resorts, Part 2 | 羅密歐·史登   | 馬克·弗海頓                                                | 2015年1月16日  | 3.06              |
| 為了阻止災禍降臨，約翰召換了一名惡魔進入體內，而他的朋友們想辦法在情況失控前拯救約翰的靈魂。                                |                                                           |               |                                                            |                |                   |
| 10 | 報償 Quid Pro Quo                                         | 瑪麗·哈倫     | 布萊恩·安東尼                                              | 2015年1月23日  | 3.47              |
| 數以千計的紐約市民突然陷入昏迷，原因不明，當中包括約翰朋友查斯的女兒。John要在整座城市淪陷之前，找出幕後黑手。              |                                                           |               |                                                            |                |                   |
| 11 | 幻想世界 A Whole World Out There                          | 湯姆·萊特     | 達薇塔·史嘉蕾 ＆ 絲妮哈·可歐斯                             | 2015年1月30日  | 3.29              |
| 約翰救了大學同學李奇·辛普森（謝洛美戴維斯 客串演出），並找到一個進入異次元的方法，卻釋放了一個瘋狂殺人魔。                  |                                                           |               |                                                            |                |                   |
| 12 | 天使與牧師的恩典 Angels and Ministers of Grace            | 山姆·希爾     | 克里斯汀·博伊蘭                                            | 2015年2月6日   | 2.96              |
| 約翰帶著不知情的曼尼一起調查在醫院出現的古代惡魔，一場健康講座令傑德開始懷疑自己的視力來源。                                |                                                           |               |                                                            |                |                   |
| 13 | 等待那個男人 Waiting for the Man                          | 大衛·博伊德   | 卡梅倫·威爾士                                              | 2015年2月13日  | 3.30              |
| 約翰和傑德回到紐奧良幫吉姆·可利根尋找一個失蹤的女孩，進而揭發了日漸強大的黑暗勢力背後的真相。                               |                                                           |               |                                                            |                |                   |

## 反響

### 評價
影視評論網站爛番茄根據46位影評持有72％的新鮮度，平均得分6.2／10，該網站共識：「《康斯坦汀：驅魔神探》的令人毛骨悚然的氣氛、高風險的行為舉止和燦爛的特效結合成了一個值得歡迎的幽默感以克服敘事方面的缺陷，而使招牌角色相當接近於漫畫」。Metacritic基於25條評論，得分53（滿分100），代表評價好壞參雜。

### 收視率
| 集數 | 標題                                | 首播日期       | 收視率 （18歲至49歲） | 觀眾 （百萬） | DVR （18歲至49歲） | 合計 （18歲至49歲） |
| ---- | ----------------------------------- | -------------- | --------------------- | ------------- | ------------------ | ------------------- |
| 1    | "Non Est Asylum"                    | 2014年10月24日 | 1.4/5                 | 4.28          | 0.7                | 2.1                 |
| 2    | "The Darkness Beneath"              | 2014年10月31日 | 0.9/3                 | 3.06          | 0.8                | 1.7                 |
| 3    | "The Devil's Vinyl"                 | 2014年11月7日  | 1.0/3                 | 3.14          | 0.7                | 1.7                 |
| 4    | "A Feast of Friends"                | 2014年11月14日 | 0.8/3                 | 3.47          | 0.9                | 1.7                 |
| 5    | "Danse Vaudou"                      | 2014年11月21日 | 1.1/4                 | 3.54          | 0.8                | 1.9                 |
| 6    | "Rage of Caliban"                   | 2014年11月28日 | 0.9/3                 | 3.34          | 0.7                | 1.6                 |
| 7    | "Blessed are the Damned"            | 2014年12月5日  | 0.8/3                 | 3.17          | 0.8                | 1.6                 |
| 8    | "The Saint of Last Resorts"         | 2014年12月12日 | 1.0/3                 | 3.30          | 0.7                | 1.7                 |
| 9    | "The Saint of Last Resorts: Part 2" | 2015年1月16日  | 0.8/3                 | 3.06          | 0.6                | 1.4                 |
| 10   | "Quid Pro Quo"                      | 2015年1月23日  | 0.9/3                 | 3.47          | 0.6                | 1.5                 |
| 11   | "A Whole World Out There"           | 2015年1月30日  | 0.8/3                 | 3.29          | 0.6                | 1.4                 |
| 12   | "Angels and Ministers of Grace"     | 2015年2月6日   | 0.8/3                 | 2.96          | 0.6                | 1.4                 |
| 13   | "Waiting for the Man"               | 2015年2月13日  | 0.8/3                 | 3.30          | 0.6                | 1.4                 |

### 榮譽
- 提名-電視指南獎最受歡迎新節目（2014）
- 提名-土星獎最佳超級英雄改編電視劇（2015）
- 提名-全美民選獎最受歡迎新進電視影集（2015）
- 提名-視覺效果協會獎真人影集出色視覺效果（2015）

## 其他相關作品
DC娛樂公司在網站發布一系列名為《John Con Noir》的黏土定格動畫。該系列是由Cool Town製作，代表支持對本影集能續訂第二季的請願。
萊恩為自己的角色康斯坦汀配音，故事敘述試圖尋找影集的創作者大衛·S·高耶和丹尼爾·切羅內，如果沒有找到失蹤的他們，那NBC頻道就只好取消影集的第二季計劃。
第一集於2015年1月16日在DC漫畫官方網站和YouTube帳戶上播放，且還在NBC的上季數中期首映。

## 作品變遷
| 臺灣 FOX 每週一 晚間22:00-23:00      | 臺灣 FOX 每週一 晚間22:00-23:00                       | 臺灣 FOX 每週一 晚間22:00-23:00 |
| ------------------------------------ | ----------------------------------------------------- | ------------------------------- |
|                                      | 康斯坦汀：驅魔神探 (電視劇) (2015.06.29 - 2015.09.21) |                                 |
| 菜鳥新移民 (2015.04.06 - 2015.06.22) | 陰屍路5 (2015.09.28 - 2015.)                          |                                 |

## 備註
1. ↑  因為劇組決定將故事改寫方向，因此決定撤掉此女主角，使得格里菲思成為只於試播中客串的演員[12]。

## 外部連結
- 官方网站
- 互联网电影数据库（IMDb）上《Constantine》的资料（英文）
- 豆瓣电影上《康斯坦汀：驅魔神探》的資料 （简体中文）